# Scuola Reale Elisabettina
La Scuola Reale Elisabettina (o Realschule di Rovereto) è stata una scuola fondata nella seconda metà del XIX secolo a Rovereto, nel periodo asburgico. Fu un istituto superiore con indirizzo di arti applicate che si veniva ad accostare al Ginnasio, già presente, e all'inizio fu ospitato nello stesso edificio di questo, il Palazzo Piomarta.

## Storia

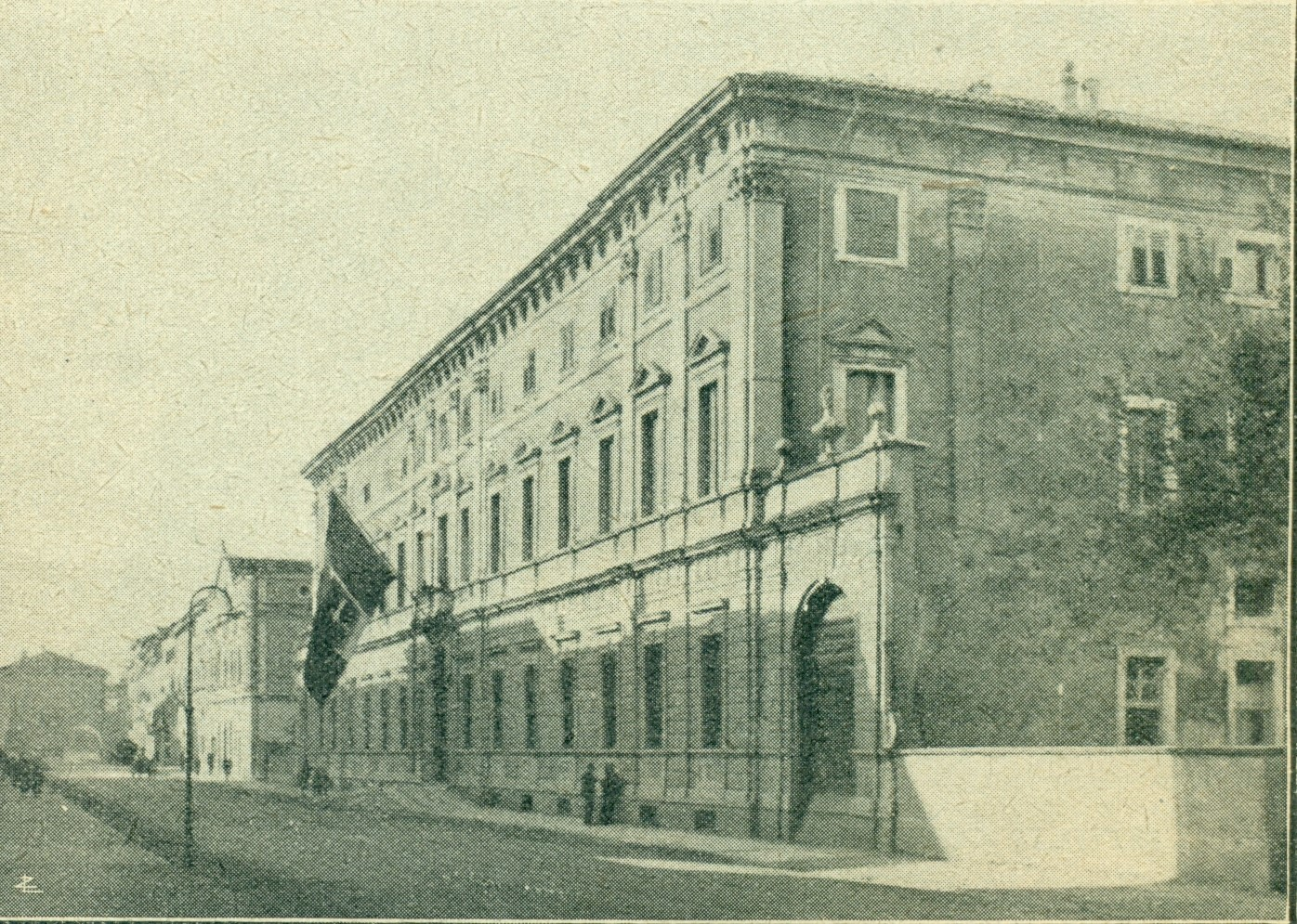
Palazzo Piomarta in Corso Bettini in un'immagine della prima metà del XX secolo

Nel 1849, era stata promulgata l'Entwurf der Organisation der Gymnasien und Realschulen in Österreich e la scuola di Rovereto era in linea con le nuove modalità di insegnamento. 
Nel 1850 il comune, valutato lo sviluppo del ginnasio, inoltrò al Ministero per il Culto e la Pubblica Istruzione di Vienna (ministro Thun, di origine trentina) la richiesta di istituire una Scuola Reale inferiore. Molti cittadini, anche Antonio Rosmini, parteciparono alla contribuzione richiesta dalle autorità viennesi per l'istituzione dell'istituto e l'importo finale sottoscritto superò i 30 000 fiorini austriaci.
La città di Rovereto acquistò il Palazzo Piomarta in corso Nuovo (poi corso Bettini) per le scuole cittadine e nel 1853 arrivò il decreto istitutivo della Scuola Reale Elisabettina. Rovereto fu la prima tra le città dell'impero austro-ungarico ad ottenere una scuola tecnica statale e fu anche l'unica scuola italiana sorta e funzionante nella "provincia del Tirolo", affiancata alle Scuole Reali create in quegli anni dall'impero a Venezia, Trieste, Mantova e Milano.  Nel corso degli anni divenne Regio Istituto Tecnico "Regina Elena" e, nel 1944,  fu Istituto Tecnico intitolato a Felice e Gregorio Fontana. Dal 1973, per rispondere alle crescenti esigenze educative, venne costruita la nuova sede sul campo sportivo dietro l'antica sede di Palazzo Piomarta da sempre condivisa con il liceo Antonio Rosmini. La progettazione dell'edificio fu affidata a Luciano Baldessari e l'acquisizione della nuova sede si ottenne grazie al preside dell'istituto e sindaco di Rovereto Ferruccio Trentini e alla Provincia Autonoma di Trento che si assunse in toto gli oneri per l'acquisto dell'area e la costruzione dell'edificio.